# Міяке (острів)
О́стрів Міяке́ (яп. 三宅島, みやけじま, МФА: [mʲijaked͡ʑima], «Святилищний острів») — острів вулканічного походження в західній частині Тихого океану. Складова групи островів Ідзу, третій за величиною найбільший острів групи. Належить селу Міяке області Міяке префектури Токіо, Японія. Станом на 2007 рік площа острова становила 55,48 км², населення — 2382 осіб. За формою нагадує еліпс, діаметром 7—10 км.
В центрі острова лежить вулкан Ояма, висота якого після виверження 2000 року становить 775 м (до виверження 814 м). Протягом 1085 — 1983 років його виверження фіксували 15 разів. В більшості випадків магма виливалася не з кратеру, а схилів вулкану, й стікала про неподібними потоками в океан. Після виверження 1962 року з острова було евакуйовано усіх дітей. 1983 року магма знищила 70 % поселення Ако. В результаті виверження 2000 року, спричиненого землетрусом, з кратеру почав сочитися отруйний вулканічний газ й усе населення острова було евакуйоване терміном на 4 з половиною роки. Незважаючи на завершення евакуації та відкриття туристичного сезону, вихід газів з кратера не припинився. За діяльністю вулкану спостерігає адміністрація префектури Токіо, Інститут географії та Науоково-дослідницький інститут запобігання катастрофам.
За місцевою легендою острів належав синтоїстському божеству Котосіронусі, з якого він керував сусідніми островами Ідзу. В середньовіччі на території острова розташовувалося 12 синтоїстських святилищ, від яких походить назва острова. За іншою легендою, ця назва взята з імені Тадзіхі Міякемаро, японського столичного аристократа, засланого сюди у 8 столітті. До середини 19 століття японський центральний уряд використовував острів як місце заслання політичних злочинців та інакодумців.
Острів має багату флору і фауну. На його території мешкає близько 230 видів диких птахів, багато з яких є ендеміками. Основою економіки є рибальство, видобуток водоростей, вилов омарів й устриць, а також виробництво олії з камелій та вирощування грибів сіїтаке. Острів є складовою. Національного парку Фудзі-Хаконе-Ідзу.

## Галерея

Міяке на карті островів Ідзу